# Comuna 3 (Cali)
La comuna 3 de Cali está ubicada en el centro del casco urbano. Limita al norte con la Comuna 2, al occidente con la Comuna 19, al sur con la Comuna 9, y al oriente con la Comuna 4. La comuna 3 incluye el centro histórico de la ciudad, y es lugar de gran parte de los establecimientos financieros y comerciales de Cali.

## Barrios
La comuna 3 incluye 15 barrios:
- El Calvario
- El Hoyo
- El Nacional
- El Peñón
- El Piloto
- La Merced
- Los Libertadores
- Navarro-La Chanca
- San Antonio
- San Cayetano
- San Juan Bosco
- San Nicolás
- San Pascual
- San Pedro
- Santa Rosa

Socioeconómicamente está conformada por vecindarios de estratos 2 a 5 (siendo 5 el más alto).

## Centro histórico
La ciudad de Cali ha conservado buena parte de los edificios e iglesias desde los tiempos de su fundación. El centro histórico de Cali está ubicado en el sector de la Plaza de Caicedo y sus alrededores, los barrios La Merced, San Pascual, San Pedro,  Santa Rosa, San Antonio y San Cayetano. En 1959 fue declarado Monumento Nacional, no obstante, ha sufrido algunas modificaciones que le han hecho perder el valor arquitectónico que ameritó tal homenaje. El Hotel Alférez Real, la Antigua Sede de la Gobernación del Valle, y el Batallón Pichincha, son ejemplos de edificios reemplazados por nuevas construcciones de menor valor arquitectónico. Entre las edificaciones e iglesias que aún se conservan, o que han adicionado belleza al centro histórico, vale mencionar:
- La Torre Mudéjar en el Complejo religioso de San Francisco.
- La Iglesia La Ermita.
- El Teatro Municipal Enrique Buenaventura.
- El Teatro Jorge Isaacs
- El Palacio Nacional
- El Edificio Otero
- El Edificio de Coltabaco
- La Iglesia San Pascual
- El Edificio Edmond Zaccour
- El Centro Cultural de Cali, antigua sede de la FES
- El Complejo religioso de la Merced
- La Capilla de San Antonio